# Avernes-sous-Exmes
Avernes-sous-Exmes foi uma comuna francesa na região administrativa da Normandia, no departamento Orne. Estendia-se por uma área de 6,8 km². Em 2010 a comuna tinha 72 habitantes (densidade: 10,6 hab./km²).
Em 1 de janeiro de 2017, passou a formar parte da nova comuna de Gouffern en Auge.